# Jervis Bay Village
Jervis Bay Village (litt. en français : « Village de la baie de Jervis ») est un village du Territoire de la baie de Jervis, dans le sud-est de l'Australie. De facto, il est la capitale du territoire, car siège de son administration.
La base de la Marine royale australienne (RAN) HMAS Creswell est située dans le village. Outre la base navale, il existe une communauté aborigène sur le territoire. Le village est la plus grande localité du territoire, avec 189 habitants en 2016 (suivi par Wreck Bay Village (en) avec 152 habitants).

## Histoire

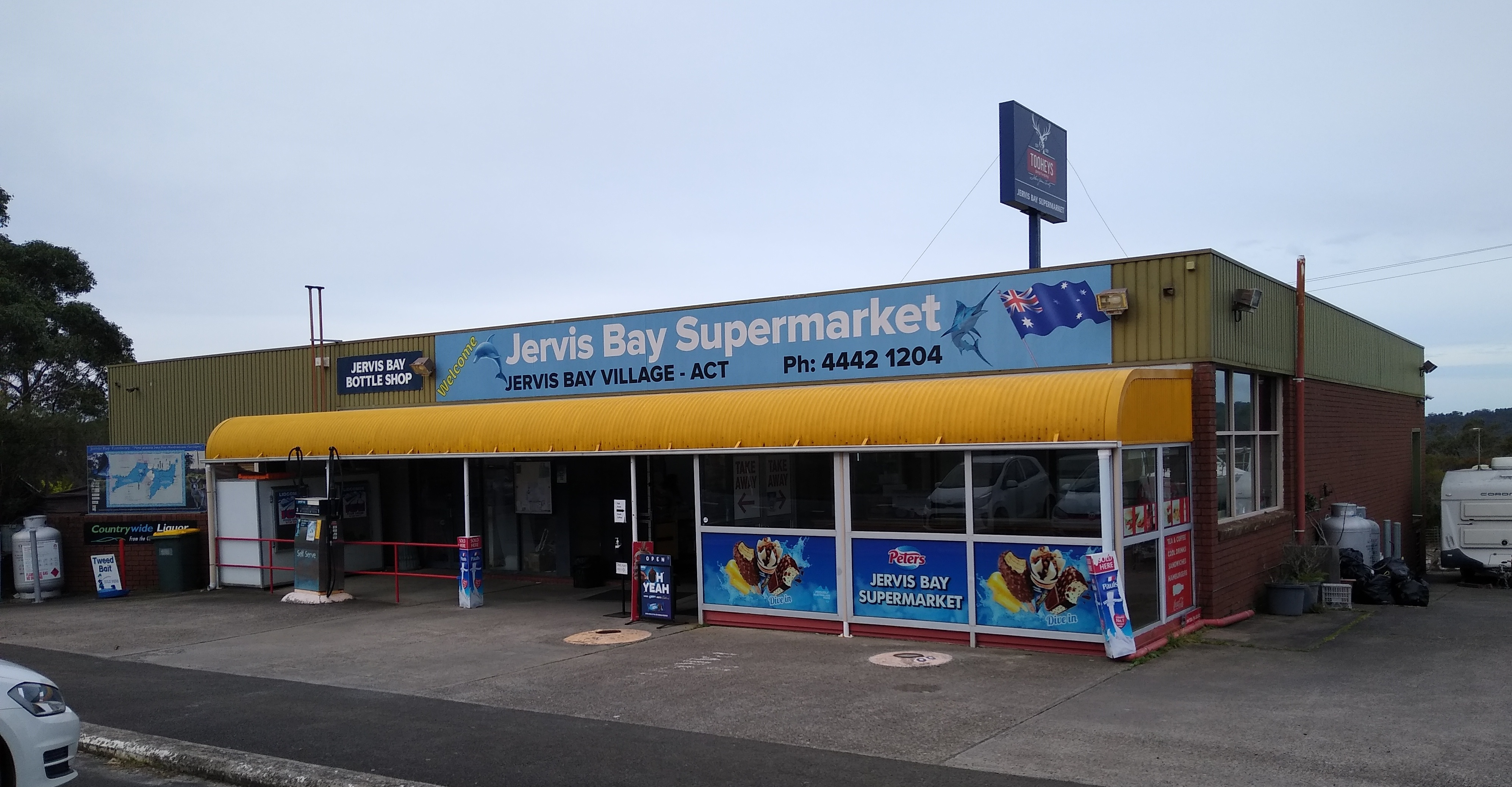
Le Jervis Bay Supermarket (Supermarché de Jervis Bay) à Jervis Bay Village.

Le Parlement australien y a choisi le 7 novembre 1911 le site de Captain's Point pour le Royal Australian Naval College. La construction des principaux bâtiments du collège est achevée en 1915 et les deux premières entrées d'aspirants cadets quittent le collège temporaire de Geelong le 10 février 1915.

## Climat
La baie de Jervis connait un climat océanique (Köppen : Cfb) bordant un climat subtropical humide ( Köppen : Cfa ) avec des conditions chaudes et tempérées expérimentées, rencontrant rarement une chaleur ou un gel extrêmes. En raison de l'influence océanique, le décalage saisonnier estival est prononcé. Par exemple, février est le mois le plus chaud, mars est plus chaud que décembre, et avril est plus chaud que novembre.
Les étés sont en général chauds et humides, avec des précipitations modérées provenant principalement des fronts froids de la mer de Tasman. La position de Jervis Bay sur une péninsule augmente l'influence océanique, limitant les variations de température diurnes et annuelles, tout en augmentant l'humidité relative, le point de rosée et la vitesse du vent. Parfois, des conditions très chaudes peuvent être rencontrées, lorsqu'un maximum quotidien de 39,7 °C a été enregistré le 14 février 1991 et un minimum quotidien de 23,5 °C a été enregistré le 9 janvier 2003. L'humidité relative est presque toujours élevée (à moins que les vents du nord-ouest du désert ne réduisent l'humidité), et la température du point de rosée à 15 heures est de 17,9 °C, ce qui semblera humide pour la plupart.
Les automnes, qui arrivent tard à cause des effets de réchauffement de la mer de Tasman, sont doux et pluvieux. C'est la saison la plus pluvieuse car la différence entre la température de la terre et celle de la mer est la plus grande. En raison de la nature imprévisible des fronts froids, les précipitations sont plutôt variables, allant de 4,6 mm en avril 1997 à 169,9 mm le 10 avril 1997. De plus, l'automne connaît le plus de jours de précipitations ; sur une année moyenne, 3,4 jours en automne enregistrent plus de 25 mm. Les températures chaudes et froides sont rares, mais 30,0 °C ont été enregistrés le 8 avril 1998 et 5,7 °C ont été enregistrés le 23 avril 1999.
Les hivers sont frais et humides, et sont modérés par la mer, en particulier par rapport aux basses terres intérieures de la Nouvelle-Galles du Sud, car les villes de Wagga Wagga et d'Albury ont en moyenne 7,8 °C et 8,2 °C respectivement, et en dessous le gel se produit la plupart des années et le gel matinal est normal dans les deux villes. La saison commence humide, mais les vents de foehn réduisent progressivement les précipitations au cours de la saison. Les températures froides sont rares, mais une température de congélation de −0,4 °C a été enregistrée le 25 août 1997. Des totaux de précipitations élevés ont été enregistrés chaque mois, allant de 240,6 mm en juillet 2021 à 433,1 mm en août 1998.
Les printemps sont frais et modérément secs, et la direction générale du vent du sud-ouest place Jervis Bay dans l'ombre de la pluie pendant cette saison, atteignant une précipitation moyenne de seulement 61,5 mm en octobre. Malgré les faibles précipitations, l'humidité est très similaire à l'automne. Le printemps, comme sur la côte de la Nouvelle-Galles du Sud, est la saison la plus variable, puisque des températures de 34,9 °C et 1,7 °C ont été enregistrées respectivement le 27 novembre 1997 et le 19 septembre 2002. Malgré l'influence océanique, des températures de 12,0 °C peuvent se produire même à la fin du mois de novembre.
| Mois                                            | jan. | fév. | mars | avril | mai   | juin  | jui.  | août | sep. | oct. | nov. | déc. | année   |
| ----------------------------------------------- | ---- | ---- | ---- | ----- | ----- | ----- | ----- | ---- | ---- | ---- | ---- | ---- | ------- |
| Température minimale moyenne (°C)               | 17,9 | 18,4 | 17,1 | 14,9  | 12,8  | 10,6  | 9,5   | 9,5  | 11,4 | 13   | 14,3 | 16,6 | 13,8    |
| Température moyenne (°C)                        | 21,1 | 21,4 | 20,1 | 18    | 15,7  | 13,6  | 12,6  | 13,2 | 15   | 16,6 | 17,7 | 19,9 | 17      |
| Température maximale moyenne (°C)               | 24,2 | 24,4 | 23   | 21,1  | 18,6  | 16,6  | 15,6  | 16,8 | 18,5 | 20,1 | 21   | 23,1 | 20,2    |
| Record de froid (°C)                            | 17,9 | 18,4 | 17,1 | 14,9  | 12,8  | 10,6  | 9,5   | 9,5  | 11,4 | 13   | 14,3 | 16,6 | 13,8    |
| Précipitations (mm)                             | 88,2 | 91   | 89,5 | 103,2 | 151,3 | 110,3 | 106,5 | 83,5 | 83,2 | 61,5 | 93,8 | 62   | 1 126,2 |
| dont nombre de jours avec précipitations ≥ 1 mm | 9,4  | 9    | 9    | 8,4   | 11,5  | 8,6   | 9,2   | 6    | 8,5  | 8,3  | 10,2 | 8,8  | 106,9   |
| Humidité relative (%)                           | 71   | 72   | 71   | 68    | 67    | 65    | 63    | 61   | 64   | 66   | 69   | 70   | 67      |

| Diagramme climatique                                  |            |            |               |               |               |              |             |              |            |            |            |
| J                                                     | F          | M          | A             | M             | J             | J            | A           | S            | O          | N          | D          |
| 24,217,988,2                                          | 24,418,491 | 2317,189,5 | 21,114,9103,2 | 18,612,8151,3 | 16,610,6110,3 | 15,69,5106,5 | 16,89,583,5 | 18,511,483,2 | 20,11361,5 | 2114,393,8 | 23,116,662 |
| Moyennes : • Temp. maxi et mini °C • Précipitation mm |            |            |               |               |               |              |             |              |            |            |            |